# Internet Printing Protocol
IPP define un protocolo de impresión y gestión de los trabajos a imprimir, el tamaño del medio, la resolución, etc.
Como todos los protocolos basados en IP, IPP puede ser usado localmente o sobre Internet para comunicarse con impresoras locales o remotas. A diferencia de otros protocolos, IPP también soporta el control de acceso, la autenticación y el cifrado, siendo así una solución de impresión más capaz y segura que otras más antiguas.
También recibe críticas por la sobrecarga del protocolo, al estar construido sobre HTTP. Esto lo convierte en un protocolo y una realización más complejos y recargados de lo necesario — por ejemplo, el venerable protocolo lp fue extendido para cubrir la misma funcionalidad — aunque es conveniente para poder reutilizar otros componentes, como servidores HTTP.